# Weil im Schönbuch
Pour les articles homonymes, voir Weil.
Weil im Schönbuch est une commune de Bade-Wurtemberg (Allemagne), située dans l'arrondissement de Böblingen, dans la région de Stuttgart, dans le district de Stuttgart.